# Keihanshin
Keihanshin es una región metropolitana en Japón que abarca las áreas metropolitanas de las ciudades de Kioto en la prefectura de Kioto, Osaka en la prefectura de Osaka y Kobe en la prefectura de Hyōgo. La región entera tiene una población (a partir de 2010) de 19.341.976 sobre un área de 13.033 kilómetros cuadrados (5032 millas cuadradas). Es la segunda región urbana más poblada de Japón (después del área del Gran Tokio), que contiene aproximadamente el 15% de la población de Japón.
El PIB en Osaka es de $ 671 000 millones, medido por PPP a partir de 2014, por lo que es una de las regiones más productivas del mundo, un partido con París y Londres. MasterCard Worldwide informó que Osaka es la ciudad número 19 de las ciudades globales líderes mundiales y tiene un papel instrumental en la conducción de la economía global. Si Keihanshin fuera un país, sería la decimosexta mayor economía del mundo, con un PIB de casi $ 953 900 millones en 2012.
El nombre Keihanshin se construye extrayendo un kanji representativo de Kyoto (京都), Osaka (大阪) y Kobe (神 戸), pero usando la lectura china en lugar de la correspondiente lectura nativa para cada uno de los caracteres tomados de Osaka y Kobe, y El Kan-en la lectura china del carácter de Kioto en lugar de la usual lectura china de Go-on.